# Fotografía espiritual

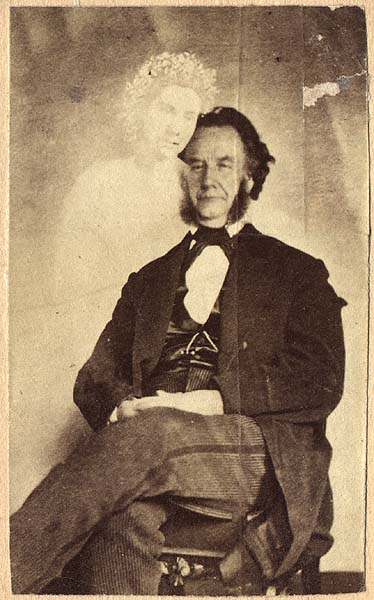
Retrato de Moses A. Dow, Editor editor de la revista Waverley Magazine, supuestamente posando junto al espíritu de Mabel Warren.

La fotografía de espíritus (también llamada fotografía espiritual o fotografía de fantasmas) es un tipo de fotografía cuyo objetivo principal es capturar imágenes de fantasmas y otras entidades espirituales, especialmente en la caza de fantasmas. Se remonta a finales del siglo XIX y consistía en realizar fotografías mediante doble exposición en placas de daguerrotipo para que diera la impresión de que algunos de los personajes fotografiados pareciera un espíritu translúcido de algún fallecido. El final de la guerra civil estadounidense y el movimiento espiritista de mediados del siglo XIX contribuyeron en gran medida a la popularidad de la fotografía de espíritus. La omnipresencia de la muerte en la época victoriana creó un deseo de evidencia de la vida después de la muerte, y aquellos que participaban en la fotografía de espíritus a menudo esperaban recibir imágenes que mostraran la semejanza de un pariente o ser querido fallecido. Fotógrafos como William Mumler y William Hope dirigieron negocios prósperos tomando fotos de personas con sus supuestos parientes muertos. Ambos demostraron ser fraudes, pero los "verdaderos creyentes", como Arthur Conan Doyle, se negaron a aceptar la evidencia como prueba de un engaño.
A medida que las cámaras se hicieron disponibles para el público en general, las fotografías fantasma se volvieron comunes debido a artefactos naturales de la cámara, como el flash que se refleja en partículas de polvo, una correa de la cámara o cabello cerca de la lente, destellos de lente, pareidolia o, en los tiempos modernos, engaños mediante aplicaciones de teléfonos inteligentes que agregan imágenes fantasmas a fotografías existentes con fotomontajes.

## Orígenes
El descubrimiento de esta técnica fotográfica se le adjudica a William Mumler, un fotógrafo aficionado estadounidense que residía en Boston en el año 1862.
Se dice que este habría descubierto la técnica al accidentalmente exponer la placa dos veces cuando intentaba fotografiar un autorretrato. El resultado fue una fantasmagórica imagen del cuerpo transparente de Mumbler sentado en la silla de su estudio.
La reacción del público ante este descubrimiento sugirió a Mumbler la posibilidad de ganar dinero mediante fraudulentas fotografías que tomaba a los familiares de los fallecidos durante la guerra civil estadounidense.

## Ciencia y Documentación

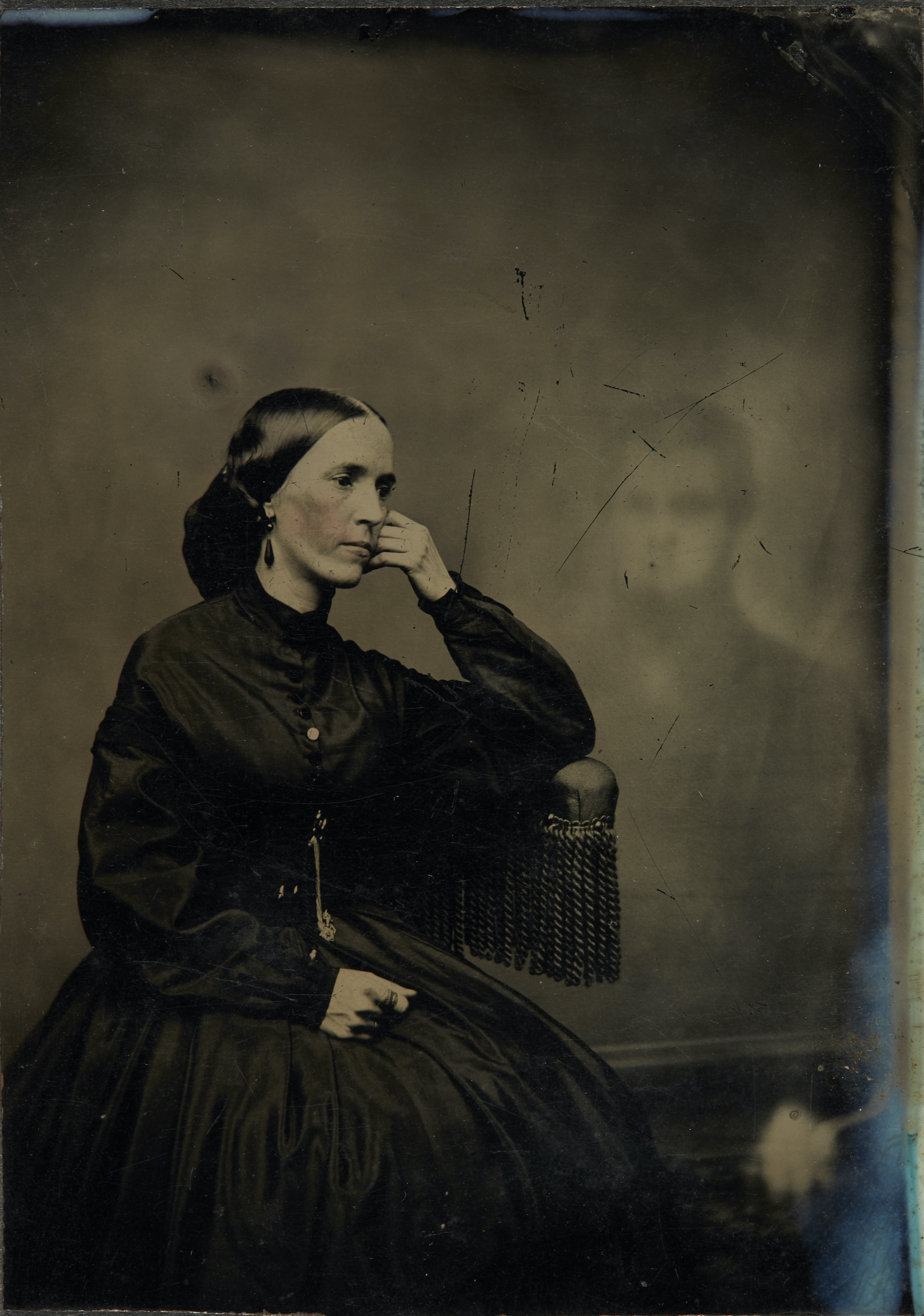
"Fotografía espiritual" de una mujer y un fantasma (1865, fotomontaje).

Con el pasar del tiempo, muchos fotógrafos y espiritistas alrededor del mundo comenzaron a realizar sus propias sesiones de Fotografía Espiritual y, ante la sospecha del verdadero origen de las fotografías por parte de los medios, varios autores comenzaron a escribir intensivos manuales y textos sobre el tema. Por su mayoría éstos documentos eran intentos de los propios fotógrafos de dar una explicación científico religiosa de este fenómeno para evitar el escepticismo del público.
Uno de los exponentes máximos de éstas investigaciones fue el libro Spirit Teachings  del clérigo espiritualista Stainton Moses. En su investigación, Moses propone por primera vez el concepto de Ectoplasma, el cual hacía referencia a una sustancia espiritual que nos permitía percibir espíritus carentes de cuerpo físico a través del cuerpo del médium.

## Fraude

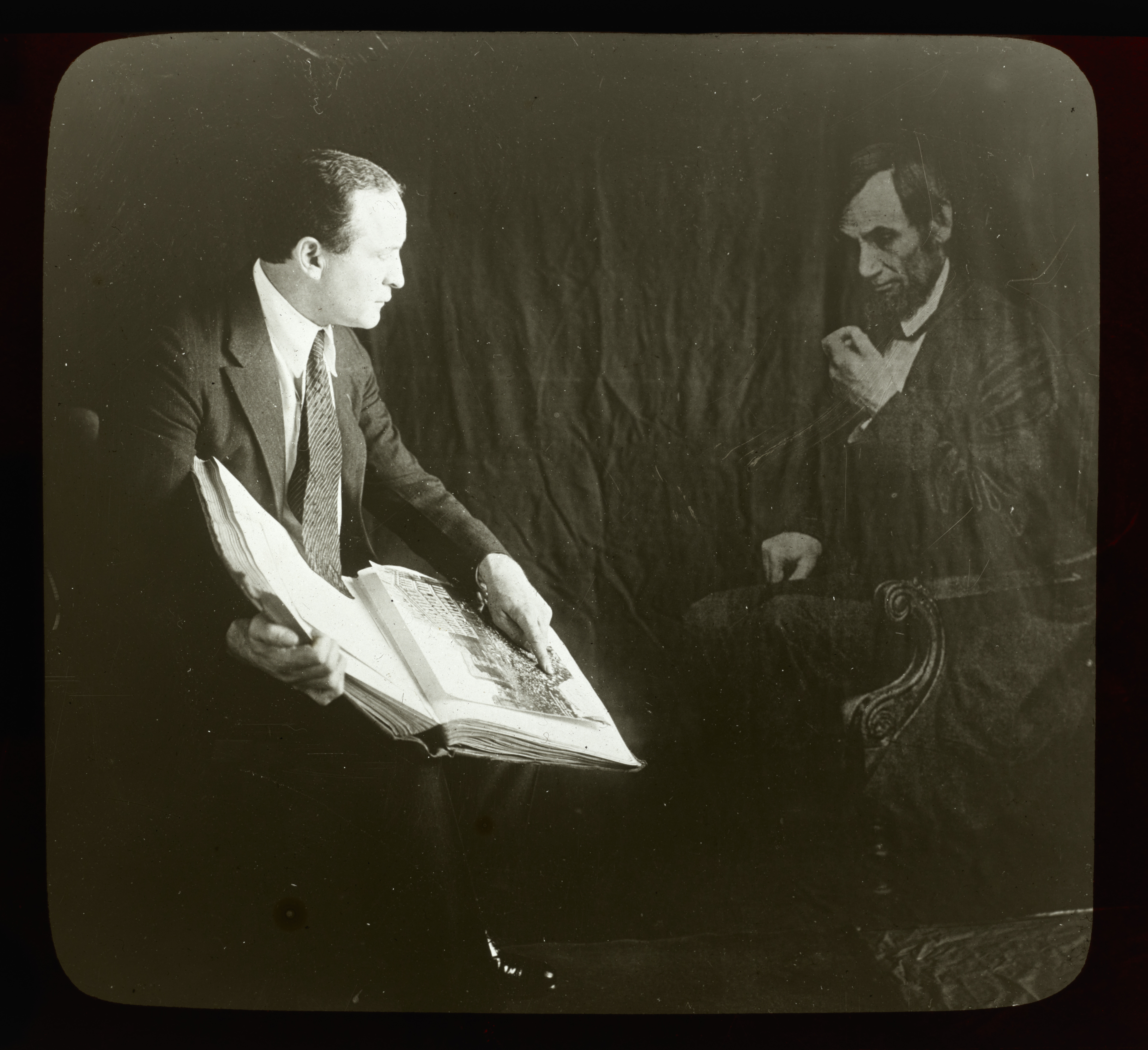
Houdini demuestra con el fantasma de Abraham Lincoln cómo un fotógrafo puede producir fraudulentamente "fotografías de espíritus" que documenten la aparición e interacción social con individuos fallecidos.

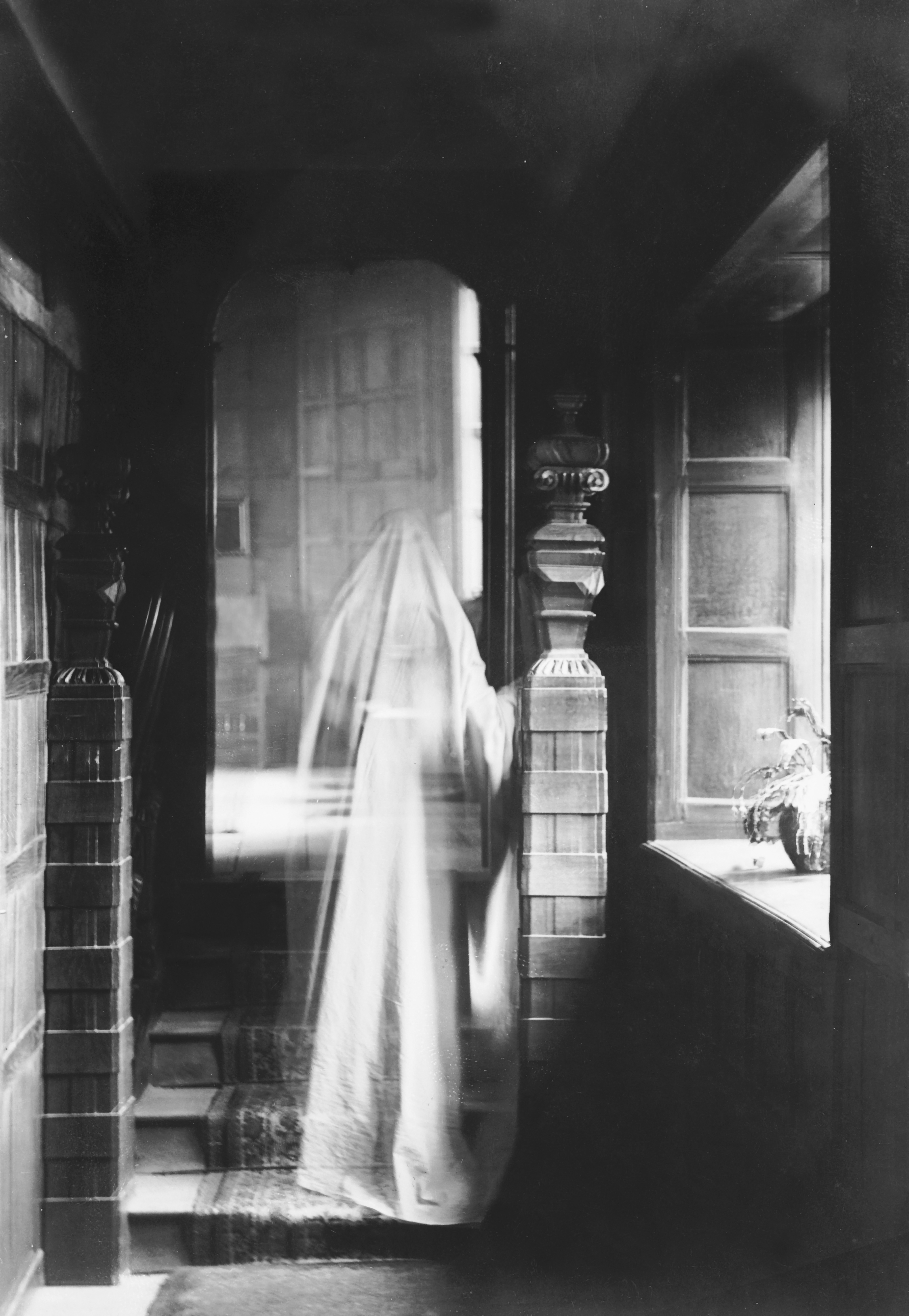
Imagen estereotipada de un fantasma como si llevara una sábana blanca, producida con doble exposición, año 1899.

Una de las imágenes más famosas de Mumler es una fotografía de Mary Todd Lincoln posando con el supuesto espíritu de su marido, el presidente estadounidense Abraham Lincoln, que había sido asesinado. Los aparentes espíritus que Mumler había capturado eran exposiciones dobles de clientes anteriores de placas fotográficas que se limpiaron incorrectamente. En 1869, se descubrió el fraude de Mumler y fue acusado. Sin embargo, fue absuelto, a pesar de la evidencia proporcionada de que uno de sus supuestos espíritus todavía estaba vivo. PT Barnum, quien testificó contra Mumler, fue uno de sus críticos abiertos, declarando que se estaba aprovechando del dolor de la gente. Mumler luego pasó a hacer fotografías con regularidad.
En 1921, la fotógrafa espiritual y médium Ada Emma Deane realizó una serie de fotografías durante la celebración del 11 de noviembre del Día del Recuerdo en el cenotafio de Whitehall en Inglaterra en la cual diversas cabezas sin cuerpo flotaban sobre la multitud. La fotografía de los espíritus del Día del Recuerdo fue publicada dos días después en la primera plana del periódico británico The Daily Sketch. Poco tiempo después la foto fue demostrada como fraude por los medios de comunicación por la identificación de los rostros flotantes como conocidos deportistas de la época.

## Galería

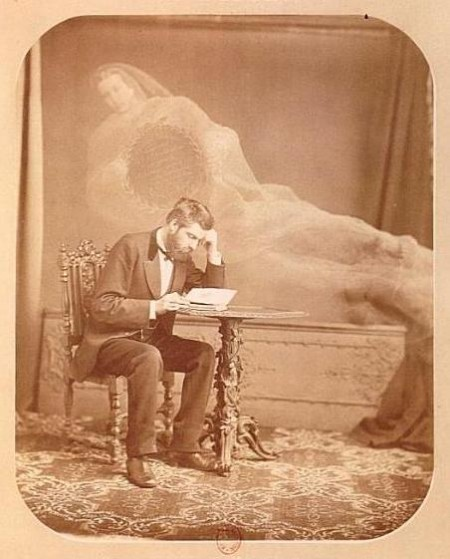
Fotografía de Spirit de Édouard Isidore Buguet
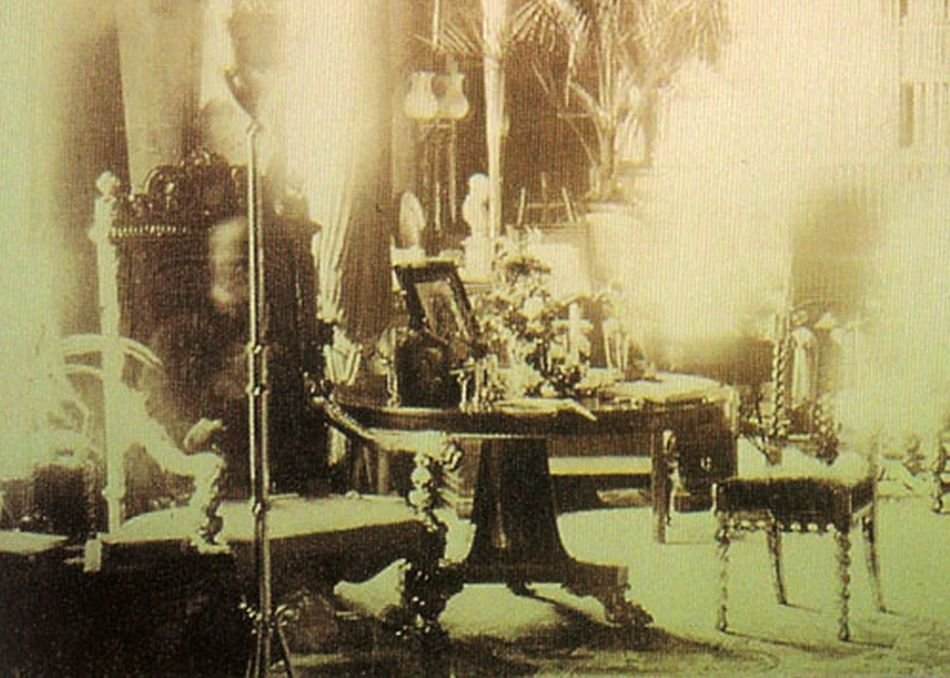
Esta fotografía de la biblioteca de la abadía de Combermere fue tomada por Sybell Corbet en 1891.
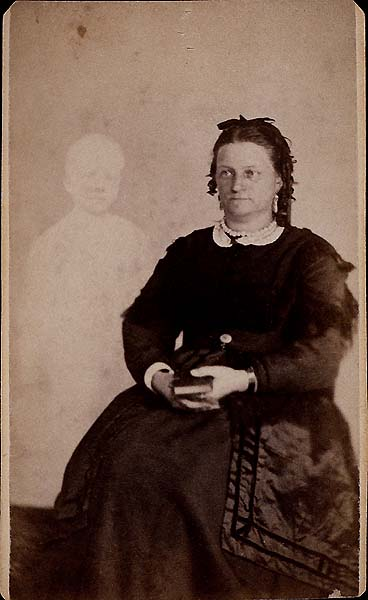
Fotografía espiritual de William H. Mumler en 1868.
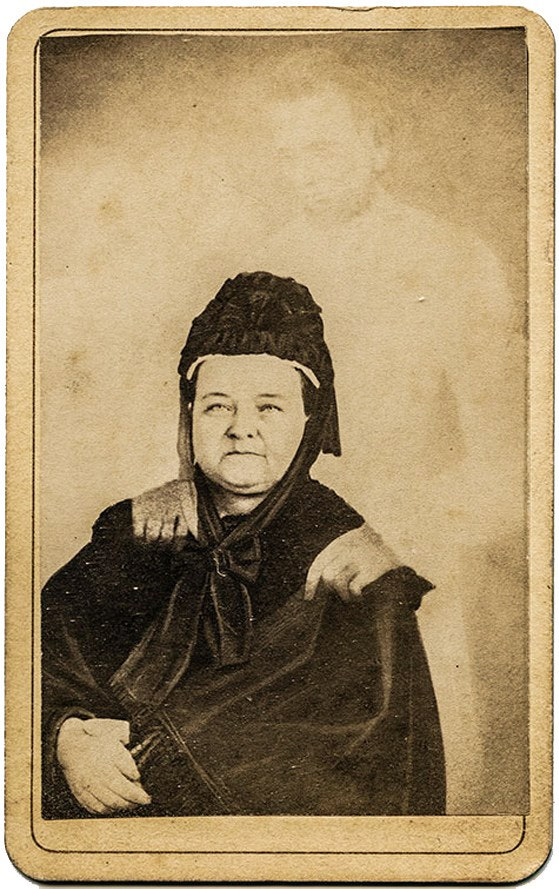
Una de las imágenes más famosas de Mumler, que supuestamente muestra a Mary Todd Lincoln con el fantasma de su marido, Abraham Lincoln.